# Hank Shermann
Hank Shermann (su nombre real es Rene Krolmark) es un guitarrista danés de heavy metal. Comenzó a tocar la guitarra en 1977.
Shermann es reconocido por su trabajo en Mercyful Fate, influyente banda que conformó junto al vocalista King Diamond. También ha tocado con los grupos Brats, Fate, Zoser Mez, Gutrix, Virus 7 y Force Of Evil. Además es un artista invitado a participar regularmente de los álbumes de Witchery.
Su última banda es Demonica  y es del estilo thrash metal. Tienen contrato con Massacre Records desde octubre de 2009.